# NGC 1471
NGC 1471 je galaksija u zviježđu Eridan.

## Vanjske poveznice
- SEDS: NGC 1471